# Norra Roslags fögderi
Norra Roslags fögderi var 1918–1966 ett fögderi (även benämnt häradsskrivardistrikt) i Stockholms län. Detta fögderi var en omorganisering av ett tidigare Norra Roslags fögderi (1885-1917) och den nya indelningen trädde i kraft den 1 januari 1918 (genom beslut den 7 september 1917), när Sveriges fick en ny indelning i fögderier där häradsskrivare var chefer istället för kronofogdar. Den 1 januari 1967 ersattes Sveriges indelning i fögderier med en ny enhetlig indelning som även inkluderade de städer som inte ingått i fögderier. Detta fögderi upphörde då och dess område delades mellan de nya lokala skattemyndigheterna i fögderierna Norrtälje och Sollentuna.
Chefen för fögderiet var häradsskrivaren som lydde under länsstyrelsen i Stockholms län. Häradsskrivarens stationeringsort var Hallstavik.

## Ingående områden
Fögderiet bestod ursprungligen av landsfiskalsdistrikten Frösåker, Närdinghundra och Väddö. Den 1 januari 1920 (retroaktivt enligt beslut den 12 januari 1920) tillfördes städerna Öregrund och Östhammar till fögderiet och Frösåkers landsfiskalsdistrikt. Vid fögderireformen 1 juli 1946 indelades inte längre fögderierna i landsfiskalsdistrikt utan i stället i socknar, köpingar och städer. I samband med kommunreformen 1952 förnyades fögderiindelningen enligt kungörelse den 1 juni 1951. Fögderierna indelades då i landskommuner, köpingar och städer. Den 1 januari 1957 inkorporerades Frösåkers landskommun i Östhammars stad, utan att fögderiets omfattning påverkades.

### Från 1918
- Frösåkers landsfiskalsdistrikt:
- Närdinghundra landsfiskalsdistrikt
- Väddö landsfiskalsdistrikt

### Från 1 juli 1946
- Almunge landskommun
- Bladåkers landskommun
- Börstils landskommun
- Edebo landskommun
- Edsbro landskommun
- Faringe landskommun
- Forsmarks landskommun
- Gräsö landskommun
- Hargs landskommun
- Häverö landskommun
- Hökhuvuds landskommun
- Knutby landskommun
- Singö landskommun
- Ununge landskommun
- Valö landskommun
- Väddö landskommun
- Öregrunds stad
- Östhammars stad

### Från 1952
- Almunge landskommun
- Frösåkers landskommun
- Häverö landskommun
- Knutby landskommun
- Väddö landskommun
- Östhammars stad
- Öregrunds stad

### Från 1957
- Almunge landskommun
- Häverö landskommun
- Knutby landskommun
- Väddö landskommun
- Östhammars stad
- Öregrunds stad